# Saint-Supplet
Saint-Supplet település Franciaországban, Meurthe-et-Moselle megyében. Lakosainak száma 151 fő (2022. január 1.). Saint-Supplet Mercy-le-Bas, Xivry-Circourt, Han-devant-Pierrepont, Saint-Pierrevillers és Spincourt községekkel határos.

## Népesség
A település népessége az elmúlt években az alábbi módon változott:
| Lakosok száma | 230  | 200  | 186  | 173  | 161  | 149  | 139  | 148  | 152  | 151  |
|               | 1968 | 1982 | 1990 | 2006 | 2013 | 2015 | 2017 | 2019 | 2020 | 2022 |